# Burkhard Scharf

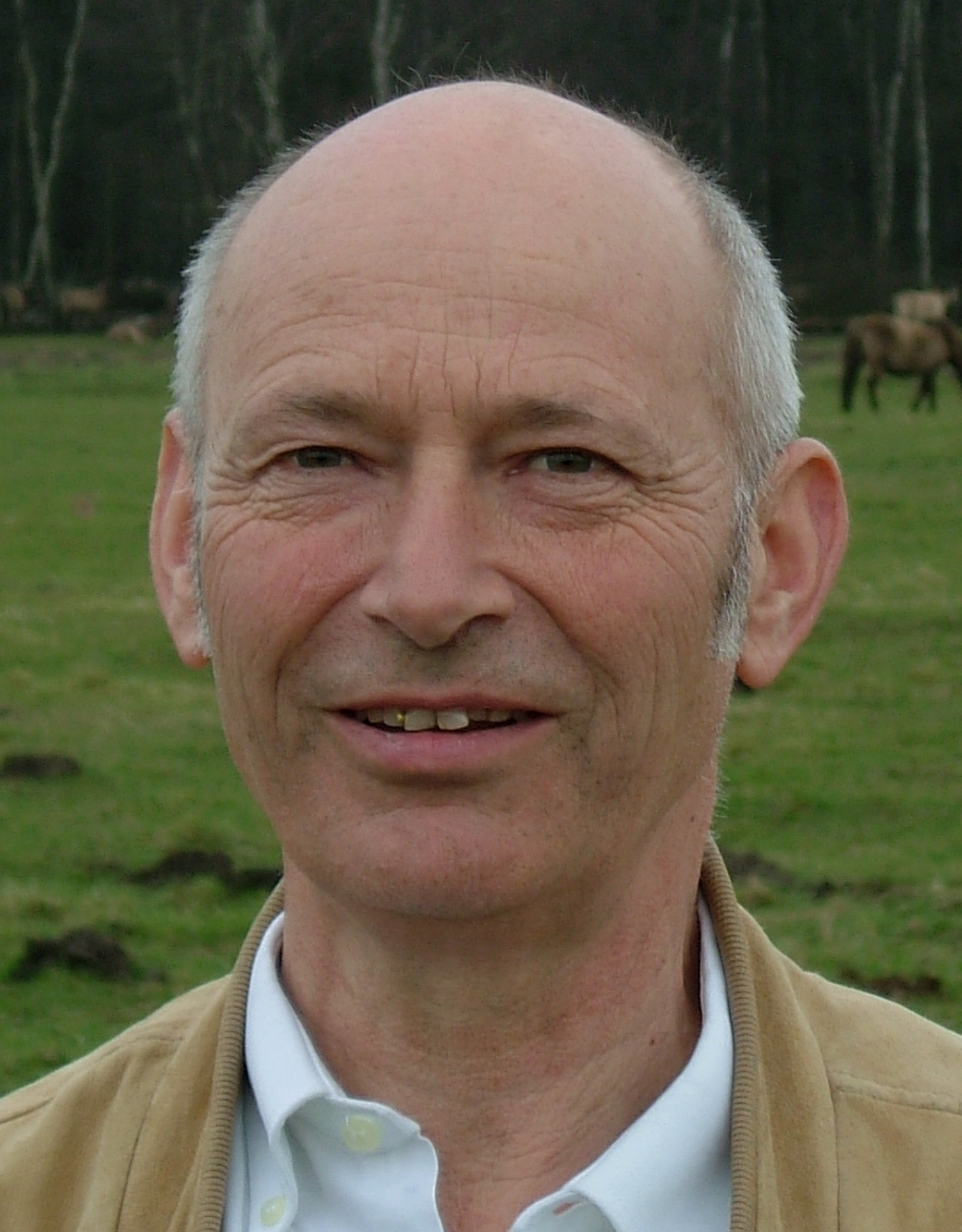
Burkhard Scharf (2005)

Burkhard Wilhelm Scharf (* 2. September 1943 in Posen) ist ein deutscher Biologe, der in den Bereichen der Zoologie, der Limnologie und der Paläolimnologie veröffentlicht hat.

## Leben
Nach dem Studium und der Promotion an der Universität Kiel hat Burkhard Scharf am Landesamt für Wasserwirtschaft Rheinland-Pfalz in Mainz vor allem über „Seentherapie“ gearbeitet. 1992 war er zum Umweltforschungszentrum Leipzig-Halle (UFZ), Außenstelle Institut für Gewässerforschung in Magdeburg gewechselt, wo er bis zu seinem Ruhestand im Jahre 2004 gearbeitet hat.
Ihm zu Ehren wurde 2004 ein Kolloquium in Kulice (Külz) bei Nowogard (Naugard) in Polen  abgehalten. Die Vorträge sind in der Zeitschrift Studia Quaternaria (Band 21, 2004) veröffentlicht.
Burkhard Scharf lebt seit 2006 in Bremen.

## Wirken

### Zoologie
Burkhard Scharf hat die Muschelkrebsfauna von Deutschland, besonders der Maarseen in der Eifel, sowie auch von Gewässern auf anderen Kontinenten erforscht.

### Limnologie
Er hat vor allem Arbeiten zur Seentherapie (Verbesserung der Wasserbeschaffenheit von Seen) durchgeführt und hierzu mehrere zusammenfassende Arbeiten verfasst.

### Paläolimnologie
Die Paläolimnologie erlaubt es, die Seengeschichte zu rekonstruieren, indem man Informationen auswertet, die in Bohrkernen enthalten sind. Burkhard Scharf hat Bohrungen in den Sedimenten von Seen in Deutschland (z. B. Maarseen, Arendsee), Südschweden, Mittel- und Südamerika, Indien und Indonesien durchgeführt.

## Werke (Auswahl)
- W. Hollwedel, B. W. Scharf, T. Glatzel: Verbreitung von Wasserflöhen, Muschelkrebsen und Ruderfußkrebsen in limnischen Gewässern der Ostfriesischen Inseln. In: Schriftenreihe Nationalpark Niedersächsisches Wattenmeer. Band 11, 2008, S. 123–130. ISSN 1432-7937.
- A. Khandelwal, M. Mohanti, F. Garcia-Rodriguez, B. W. Scharf: Vegetation history and sea level variations during the last 13,500 years inferred from a pollen record at Chilika Lake, Orissa, India. In: Veget Hist Archaeobot. 2007. (doi:10.1007/s00334-007-0127-5).
- M. Hupfer, B. W. Scharf: Seentherapie. In: C. Steinberg, W. Calamo, H. Klapper, R. D. Wilken (Hrsg.): Handbuch der angewandten Limnologie. VI-2.1, Ecomed, Landsberg 2002, ISBN 3-609-75820-1, S. 1–67.
- B. W. Scharf, U. Heitkamp, G. Hartmann, A. Müller: Zur Ostracodenfauna des Harzes und seiner Vorländer. In: Mitteilungen des Naturwissenschaftlichen Vereins Goslar. Band 7, 2002, S. 195–218.
- B. W. Scharf: Eutrophication history of Lake Arendsee (Germany). In: Palaeogeography, Palaeoclimatology, Palaeoecology. Band 140, 1998, S. 85–89.
- B. W. Scharf, S. Björk (Hrsg.): Limnology of Eifel maar lakes. (= Arch. Hydrobiol. Beih. Ergebn. Limnol. Band 38). Stuttgart 1992, ISBN 3-510-47039-7.
- B. W. Scharf: Living ostracods from the nature reserve Hördter Rheinaue (Germany). In: T. Hanai, K. Ishizaki (Hrsg.): Evolutionary Biology of Ostracoda. Developments in Palaeontology and Stratigraphy. (Tokyo, Amsterdam). Band 11, 1988, S. 501–517.
- B. W. Scharf u. a.: Zur Entstehung des Arendsees. Ein Vergleich paläolimnologischer Untersuchungen mit den Ergebnissen eines Modellversuches. In: Nachrichtenblatt Arbeitskreis Unterwasserarchäologie. Band 15, 2009, S. 37–50.